# Schweinberg (Lenggries)
Der Schweinberg ist ein 1278 m ü. NHN hoher Berg in den Tegernseer Bergen, die zu den Bayerischen Voralpen gehören.

## Topographie
Der Schweinberg ist ein vollständig bewaldeter Gipfel östlich des Keilkopfes und nördlich des Geiersteins bei Lenggries. Er ist vermutlich einer der am seltensten besuchten Gipfel in den Tegernseer Bergen; sein Gipfel bietet keinerlei Aussicht, ist nur unmarkiert und weglos zu erreichen, bietet jedoch keine technischen Schwierigkeiten. Am Gipfelbereich befindet sich eine sumpfige Wiese.
Der einfachste Zustieg ist von Lenggries über Forstwege bis zum Sattel zwischen Schweinberg und Schwarzbergel, dann kurz bis zum Ende eines Holzrückeweges. Ab dann weglos ca. 100 weitere Höhenmeter bis zum höchsten Punkt.

## Galerie

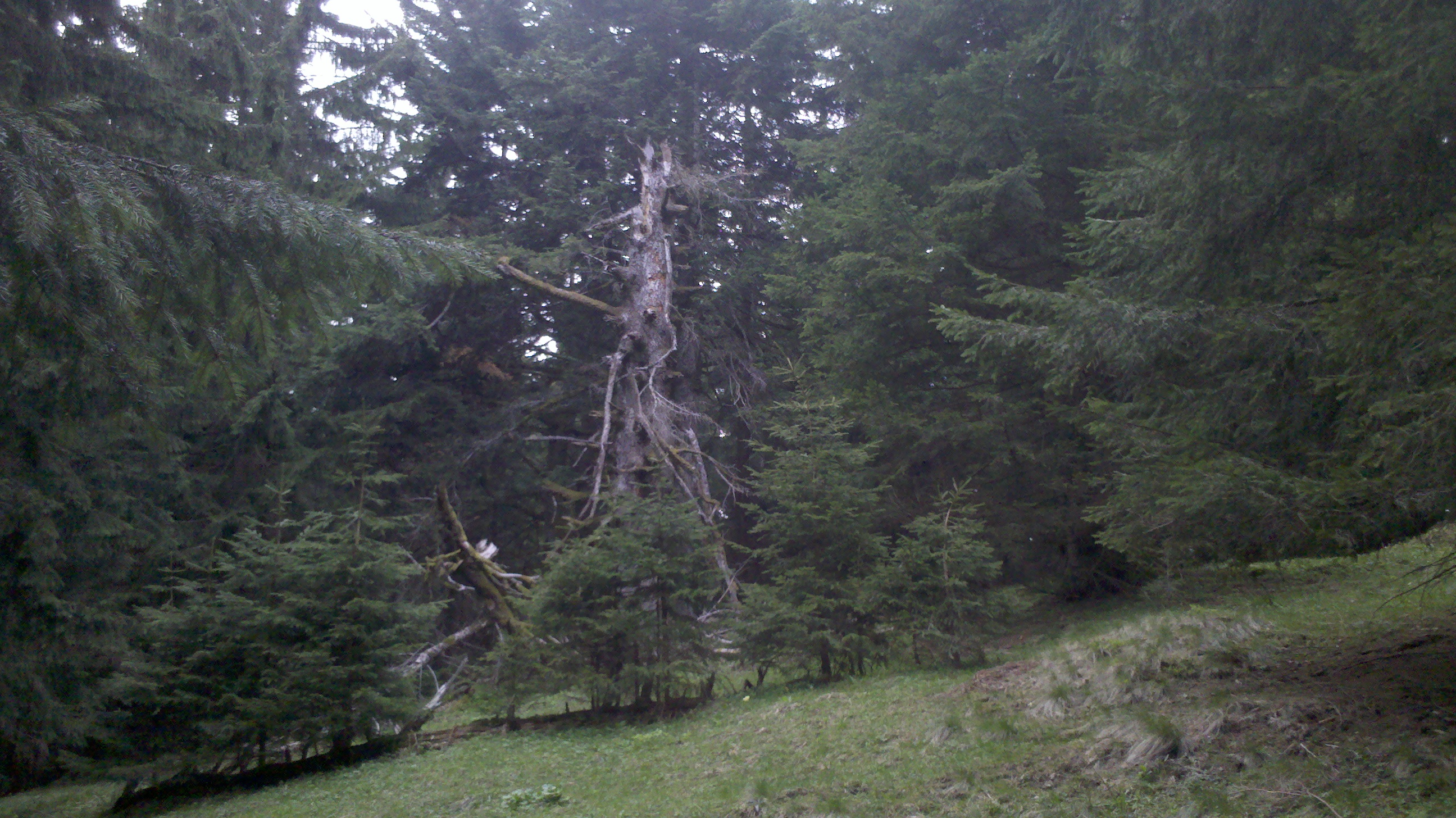
Gipfelbereich des Schweinbergs
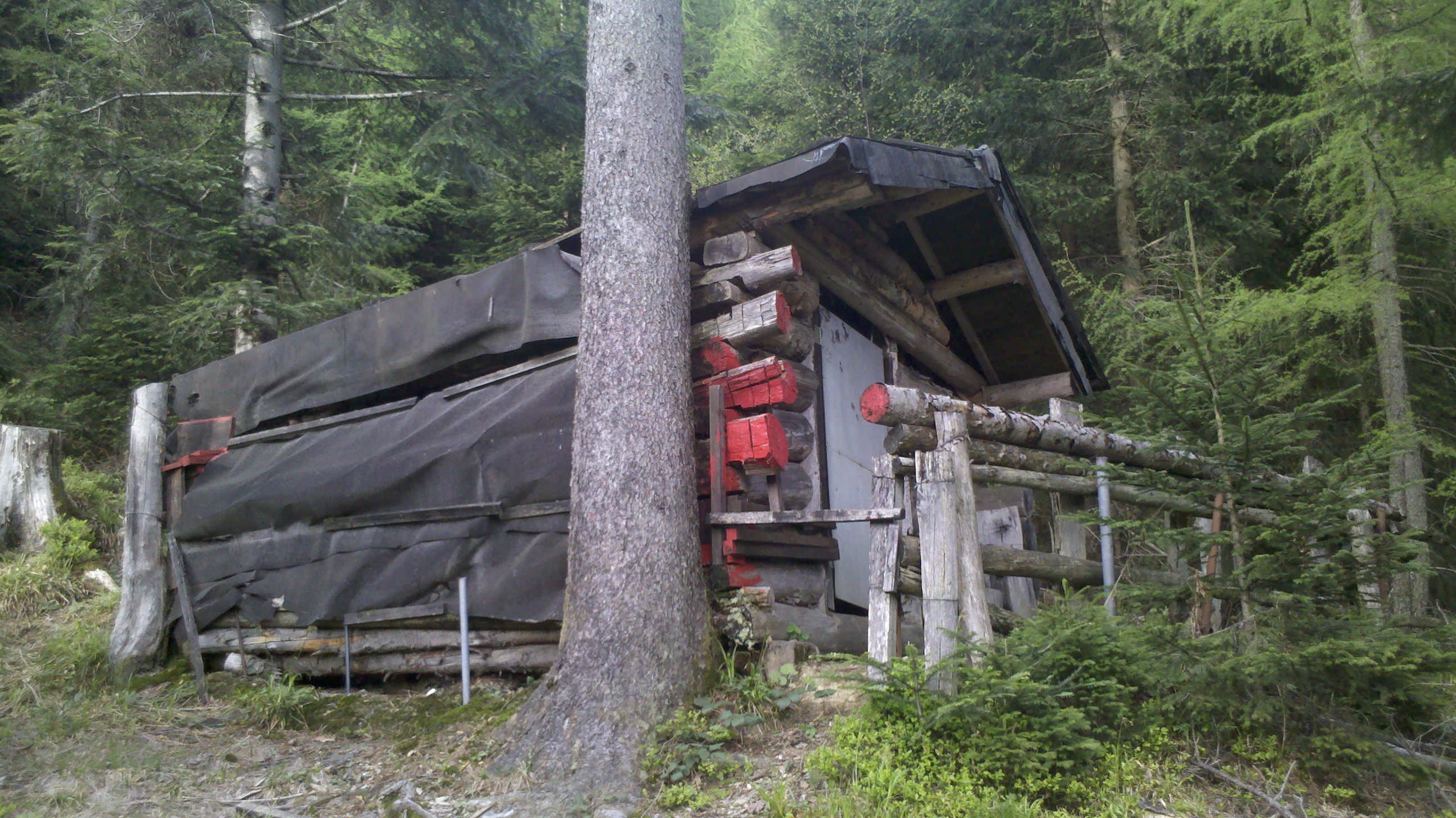
Einfache Hütte in der Nähe des Sattels zum Schwarzbergel